# Cities: Skylines
Cities: Skylines（シティーズ：スカイライン）は、フィンランドのゲームデベロッパーであるコロッサル・オーダーが開発した都市開発シミュレーションゲーム。販売元はスウェーデンのゲームパブリッシャー、パラドックスインタラクティブ。2015年3月10日、デジタル配信サービスのSteamでWindows、Mac OS X、Linuxなどで発売された。このページでも表記がない限りはSteam版について説明されている。
発売時期とそのゲーム内容から、2013年に発売されたシムシティとの競合作品とみなされている。 なお、名称は似ているが、Focus Home InteractiveやMonte Cristoが制作する都市開発シミュレーションゲームのCities XLやCities XXLなどとは無関係である。
2023年には続編となるCities: Skylines IIが発売された。

## ゲームシステム
Cities: Skylines はシングルプレイで、ゲームとしてのゴールが存在しない都市開発シミュレーションゲームである。プレイヤーは都市計画のために、区画の用途指定（住宅地区・商業地区・工業地区など）、道路や公共交通機関、教育や医療といった公共サービスなどを設定すると共に、都市の予算や人口、健康状態、幸福度、失業率、騒音や公害、交通渋滞などのさまざまな要素と向き合う。
プレイヤーにはまず、マップの中心部に位置する2km x 2km のエリア（1タイル）と、マップ外に通じる高速道路への出入り口、そして資金（66000ユーロ｜ゲーム内通貨）が与えられる。プレイヤーは道路を敷設し、住宅・商業・産業の各エリアを設定し、さらに電力や上下水道といった基本的なサービスを整え、住民を呼び込み都市を発展させていく。都市の成長に従い、学校や消防署、ごみ処理施設、税金や条例のように徐々に機能が使えるようになる。こうした機能の一つとして、都市に任意の区画を設定するものがあり、これらの区画により産業を農業限定にする、公共交通機関を無料にする、特定の産業の税金を増減する、といった特定地域の特徴づけが可能になっている。建物には様々な種類やレベルがあり、例えば教育レベルの高い住民が多い地域にある商業地区では、より多くの雇用や収入をもたらす高レベルの施設が建つようになる。都市が発展しプレイヤーが十分な人口と資金を持つと、隣接するエリアを購入し都市の領域をさらに拡大することができるようになる。購入を選択できるエリアは25タイルあり、初期状態では最初のタイルの上下左右に隣接する4タイル、その後は購入済みのタイルの上下左右に隣接するタイルを購入することができるが、マシンスペックの制約上、タイルの購入は25タイル中9タイルまでに制限されている。なお、Steam Workshopに公開されているMODを用いることで、25タイルや81タイルまで拡張することができる。
Cities: Skylines はまた、コロッサル・オーダーの前作Cities in Motionに由来する強力な交通システムを備えており、プレイヤーは都市の交通問題を解決するための効果的な公共交通機関の設置に頭を悩ますことになる。道路は直線に加えて自由な曲線で引くことができるが、それだけでなく建物も道路に合わせた自由な形状で割り当てることができるようになっており、過去に同ジャンルのゲームで見られたような方格設計を強いられることはない。道路自体も、交通量の多い区間に対応した車線数の多いものや、コストがかかるものの騒音を減らし地価を上げる街路樹がついているものなど、様々な種類が用意されている。

## MOD対応
本作はSteam WorkShopに対応しており、内部データにはMODの制作を前提としたさまざまな関数がある。道路交通・情報表示・公共交通機関・建物・乗り物・公園といったさまざまなアセット、バランス調整、グラフィック変更、BGM追加&SE変更、言語パッケージなど、2023年3月現在で317,000以上の追加MODが存在する。ただしMODの性格上、導入によってセーブデータが破壊されたり、ゲームに不具合が発生することもあるため、使用には注意が必要である。

## ダウンロードコンテンツ

### Cities: Skylines - AfterDark
拡張パック第1弾。目玉は昼夜の概念の追加だが、無印にもパッチで昼夜のサイクルのみ移植されている。After Dark（DLC）独自のコンテンツとしては以下が挙げられる。Nintendo Switch版には、最初からソフトにこのDLCが付いている。
主な変更点
- 昼夜のサイクルの概念の追加（通常版にもパッチで移植された）
- 特化地区の追加
  - レジャーの特化ができるようになった。日中は通常の商業施設として、夜間はレジャー施設として稼働するようにできる
  - ビーチ特化ができるようになった。海岸線沿いにバーやレストラン、停泊所、釣りのツアーなどができるようにできる
- 都市サービスの拡張
  - 刑務所、新しいモニュメントや公園、海沿いに建てられる観光スポットの追加
- 新しい交通機関
  - 自転車が追加され、自転車レーンを設定できる道路、自転車専用道路の追加
  - バス・タクシーレーンを設定できる道路の追加
  - タクシーサービスの追加
  - 大きな港や地下鉄駅が付属する国際空港、バスターミナルの追加

などがある。

### Cities: Skylines - Snowfall
拡張パック第2弾。目玉は天候の概念の追加だが、無印にもパッチで雪を除く天気については移植されている。また、その他にもカスタム・テーマの設定や公共輸送機関UIの拡張なども無料でアップデートされた。Snowfall（DLC）独自のコンテンツとしては以下が挙げられる。Nintendo Switch版には、このDLCも最初から付いている。
主な変更点
- 「冬テーマ」の追加
  - 新たなマップや公園、ランドマークやサウナ、効果音や音楽の追加
  - 暖房や道路除雪用の各設備の追加
    - 加熱装置、ヒートパイプ、地熱暖房プラント、ボイラー設備、道路メンテナンスサービスの追加
- 路面電車の追加
- 4つの新条例

### Cities: Skylines - Natural Disasters
拡張パック第3弾。自然災害システムを導入する拡張パックで、行政施設も追加される。
主な変更点
- 各種災害（竜巻、隕石、津波、地震、シンクホール、雷雨など）の追加
  - ランダム若しくはマニュアルで発生させることが可能
- シナリオモードの追加
- 防災無線の追加
- シェルターの追加
- 各種ヘリコプターの追加
- 上水放出ポンプの追加
- 貯水槽の追加

### Cities: Skylines - Mass Transit
拡張パック第4弾。公共交通機関を増強する拡張パック。
主な変更点
- モノレールの追加
- フェリーの追加
- 飛行船の追加
- ロープウェイの追加
- 大型交通ハブ施設の追加

### Cities: Skylines - Green Cities
拡張パック第5弾。環境に配慮した施設やシステムなどを導入する拡張パック。
主な変更点
- 環境に優しい建物、オーガニックストアなど新たな建物を300種以上追加
- 電気自動車の追加
- 公害・騒音システムの変更
- 新たな条例、特区の追加

### Cities: Skylines - Parklife
拡張パック第6弾。公園やテーマパークなどを追加する拡張パック。
主な変更点
- 遊園地、自然保護区、都市公園、動物園などの施設が追加

### Cities: Skylines - Industries
拡張パック第7弾。産業に焦点を絞ったシステムの拡張が行われた。
主な変更点
- 原料取得、加工、保管、輸送という製品の生産を一連の流れとして設定・管理できるようになった
- 工場や倉庫などの施設が追加

### Cities: Skylines - Campus
拡張パック第8弾。専門学校や大学を含む多彩なキャンパスを導入する拡張パック。
主な変更点
- スポーツ競技場などの施設、各種学部、条例等が追加

### Cities: Skylines - Sunset Harbor
拡張パック第9弾。新たな産業として漁業を追加し、インフラも増強されている。
主な変更点
- 新産業「漁業」と、関連する各種施設を追加
- 都市間バス、トロリーバス、旅客ヘリを追加

### Cities: Skylines - Airports
拡張パック第10弾。新たにモジュール式の空港が追加され、自分好みの空港をレイアウトできるようになった。
主な変更点
- モジュール式の空港の追加
- 空港関連の交通機関の車両の追加

### Cities: Skylines - Plazas & Promenades
拡張パック第11弾。新たに歩行者専用道路が追加され、歩行者が中心の街作りが可能となった。
主な変更点
- 歩行者専用道路の追加
- 歩行者中心の広場の追加

## 日本語対応
2020年12月時点ではPC版において日本語版は提供されていないが、Steamで配信されているゲームでかつ公式でSteam WorkShopに対応しているため、様々な言語がワンクリックで導入することができ、日本語においてもユーザーメイドの日本語パッチが存在する。
PlayStation 4版はスパイク・チュンソフトより2018年4月12日に発売された。こちらは購入後の初期状態において日本語版となっている。
Xbox One版はパラドックスインタラクティブよりダウンロード専用としてMicrosoft Storeより販売されている。Nintendo Switch版は2018年9月14日に配信開始。追加コンテンツの「After Dark」と「Snowfall」が最初から収録されている。

## 評価
レビュー収集サイトのMetacriticによると、発売後、このゲームは批評家から「概ね好意的な」評価を受けた。アメリカ合衆国の企業IGNはこのゲームに10点満点中8.5点を付け、「エキサイティングなシナリオやランダムなイベントは期待しないでください。しかし、この都市建設ゲームのスケールと多くの可動部分には感銘を受けるでしょう」と述べた。デストラクトイドは10点満点中9点を付け、「Cities: Skylinesは都市建設ジャンルを人気にした理想に立ち返るだけでなく、それを拡張しています。このタイトルをプレイするたびに楽しかったです。都市の計画、建設、育成は、他のタイトルでは得られないほど想像力と創造性を引き出しました」と述べた。ジ・エスケイピストは星5を付け、その低価格を指摘し、いくつかの小さな欠陥はあるものの、「ここ10年間で最高の都市建設ゲーム」であると述べた。

### 売上
Cities: Skylines は発売開始から24時間で25万本を販売するヒットとなったが、これはパラドックスインタラクティブが販売したゲームとしては過去最大であった。発売から1週間弱が過ぎた3月16日には50万本を達成しており、1ヵ月後の4月15日には100万本を突破、2016年3月11日には200万本突破がアナウンスされた。2018年3月にPC版だけの販売本数で500万本、2019年3月時点で600万本を突破している。